# Pri dubníkoch
Pri Dubníkoch  nebo Pri dubíkoch  je kóta nacházející se na východním okraji pole Nižné debričky v extravilánu městské části Albínov (přibližně 620 m východně od intravilánu), při železniční trati č. 192. Kóta leží v nadmořské výšce 122,9 m n. m., přibližně na 48 ° 43'33 "severní geografické šířky a 21 ° 40'33" východní geografické délky, na parcele registru C č. 4800 v katastrálním území města Sečovce.  Využívá se jako trigonometrický bod pro podrobnou triangulaci. Spadá do Trebišovské tabule, která je podcelkem Východoslovenské roviny. 
Kóta se nachází v křovinatém porostu u železniční trati. Označuje ji červeno-bílá kovová tabulka a kámen. V okolí kóty roste Trnka obecná (Prunus spinosa) a jiné dřeviny z rodu Prunus, růže šípková (Rosa canina) a z bylin např. přeslička rolní (Equisetum arvense), kopřiva dvoudomá (Urtica dioica), kokoška pastuší tobolka (Capsella bursa-pastoris) a řebříček obecný (Achillea millefolium). Přibližně 300 m jižně od kóty se nachází také porost orobince širolistého (Typha latifolia). 
Křoviny poskytují vhodné útočiště pro různé druhy zpěvného ptactva, např. vrabec polní (Passer montanus) a skřivan polní (Alauda arvensis), bažanta obecného (Phasianus colchicus), polní hlodavce jako zajíc polní (Lepus europaeus), Myš domácí (Mus musculus) či hraboš polní (Microtus arvalis). Z větších savců se v okolí vyskytuje liška obecná (Vulpes vulpes) a srnec obecný (Capreolus capreolus), jehož stáda stahují do této oblasti zejména v podzimním, zimním a jarním období. 